# Willy Bartsch
Willy Bartsch (* 24. März 1905 in Bielau; † 9. Juni 1988 in Berlin) war ein deutscher Politiker (SPD).

## Leben und Beruf
Nach dem Besuch der Volksschule absolvierte Bartsch eine Lehre als Maler und Lackierer. Später organisierte er sich in der Gewerkschaftsarbeit des Verbandes der Maler und Lackierer, Mit einem Stipendium des Allgemeinen Deutschen Gewerkschaftsbundes studierte er 1929/30 an der Akademie der Arbeit in Frankfurt am Main. Seit 1931 war er hauptamtlich im Malerverband tätig und sowohl dessen Verbandsjugendleiter, als auch stellvertretender Redakteur der Gewerkschaftszeitung Maler. Nach der Zerschlagung der Gewerkschaften durch die Nationalsozialisten 1933 wurde er entlassen und kam vorübergehend in Haft. Ab 1934 arbeitete er wieder in seinem erlernten Beruf. 1940 wurde er zum Kriegsdienst im Zweiten Weltkrieg eingezogen und kam im Kriegsverlauf in französische Gefangenschaft, aus der er 1947 entlassen wurde. Seit 1962 war er als Verwaltungsangestellter im Bezirk Wedding tätig.
Bartsch war verheiratet mit Erna, geborene Langer, und hatte ein Kind.

## Politik
Bartsch war seit 1923 Mitglied der SPD und von 1948 bis 1961 politischer Kreissekretär der Partei im Berliner Stadtbezirk Prenzlauer Berg. Er war von 1950 bis 1963 Mitglied des Berliner Abgeordnetenhauses. Als Berliner Abgeordneter gehörte er dem Deutschen Bundestag vom 23. Oktober 1963, als er für den verstorbenen Abgeordneten Günter Klein nachrückte, bis 1972 an.
Im Januar 1972 wurden die beiden SPD-Bundestagsabgeordneten Franz Seume und Bartsch in Presseberichten des Stern, des Spiegel und der Frankfurter Rundschau als jene „Verräter“ enthüllt, die Springer mit seinem internen Nachrichtendienst (ASD) „seit Jahren“ mit geheimen Informationen und Dokumenten über die Ostpolitik versorgten. Der Springer-Journalist Johannes Otto wusste als Leiter des ASD dadurch über die Politik Willy Brandts und Egon Bahrs oftmals aus den SPD-Sitzungen Bescheid. In den folgenden Monaten 1972 informierte das SPD-Mitglied Wolfgang Göbel die Bundesregierung „fortlaufend über Vorgänge im ASD“ – ohne dass man im ASD und Otto etwas davon ahnte.

## Ehrungen
- 1972: Großes Verdienstkreuz der Bundesrepublik Deutschland